# Mühlenpfad (Ottweiler)
Der Mühlenpfad (Ottweiler) ist ein Premiumwanderweg im Saarland. Seinen Namen erhielt er, weil er an drei ehemaligen Mühlenstandorten im Tal der Oster (Blies) und an einem ehemaligen Mühlenstandort am Lautenbach vorbeiführt.

## Beschreibung
Der Mühlenpfad beginnt am Parkplatz Dorfplatz Fürth („Dorfstraße“) im Ostertal. Der Weg führt über die „Römerbrücke“ und am „Alten Turm“ vorbei. Der Weg führt anschließend zunächst auf einem Asphaltweg bergauf, biegt aber bald nach links ein und führt dann durch den Wald hinab zum Tal der Oster. Man folgt nun dem Lauf der Oster in südliche Richtung. Nach einem Kilometer erreicht man den ehemaligen Standort der Brille Mühle, welche vom Land erworben und abgerissen wurde. Das dort geplante Staubecken im Tal der Oster wurde jedoch nie realisiert. Nach kurzer Zeit erreicht man bergan gehend den Steinbach. Der nun folgende Wegabschnitt ist identisch mit dem Steinbachpfad. Nach dem Überqueren des Baches wandert man noch etwa einen Kilometer durch die Osteraue, ehe man als dritte Mühle die Hanauer Mühle erreicht. Dort trennt sich der Weg vom Steinbachpfad und man überschreitet die Landstraße und die Oster und erreicht im weiteren Verlauf des Weges den in die Oster mündenden Lautenbach. Hier ist auf einer Länge von einem Kilometer der Hangarder Brunnenpfad identisch mit dem Mühlenpfad. Beide Wege führen zum großen Teil direkt am Lautenbach entlang und man erreicht die Ebertsquelle. Hier trennt sich der Mühlenpfad und folgt dem Bachlauf, bis nach einem Kilometer die letzte Mühle in Sicht kommt. Die Eichelthaler Mühle war eine Getreidemühle und bis 1988 in Betrieb. Nun verläuft der Mühlenpfad durch den Jungenwald in nördliche Richtung. Auf der Anhöhe des Bergrückens erblickt man in unmittelbarer Nähe eine Windkraftanlage, ehe es wieder Talabwärts nach Fürth geht. Hier führt der Weg hinein nach Fürth und man erreicht über die Straße „Zum Altwoog“ und „Auf der Steige“ wieder den Ausgangspunkt des Weges.

## Sehenswürdigkeiten

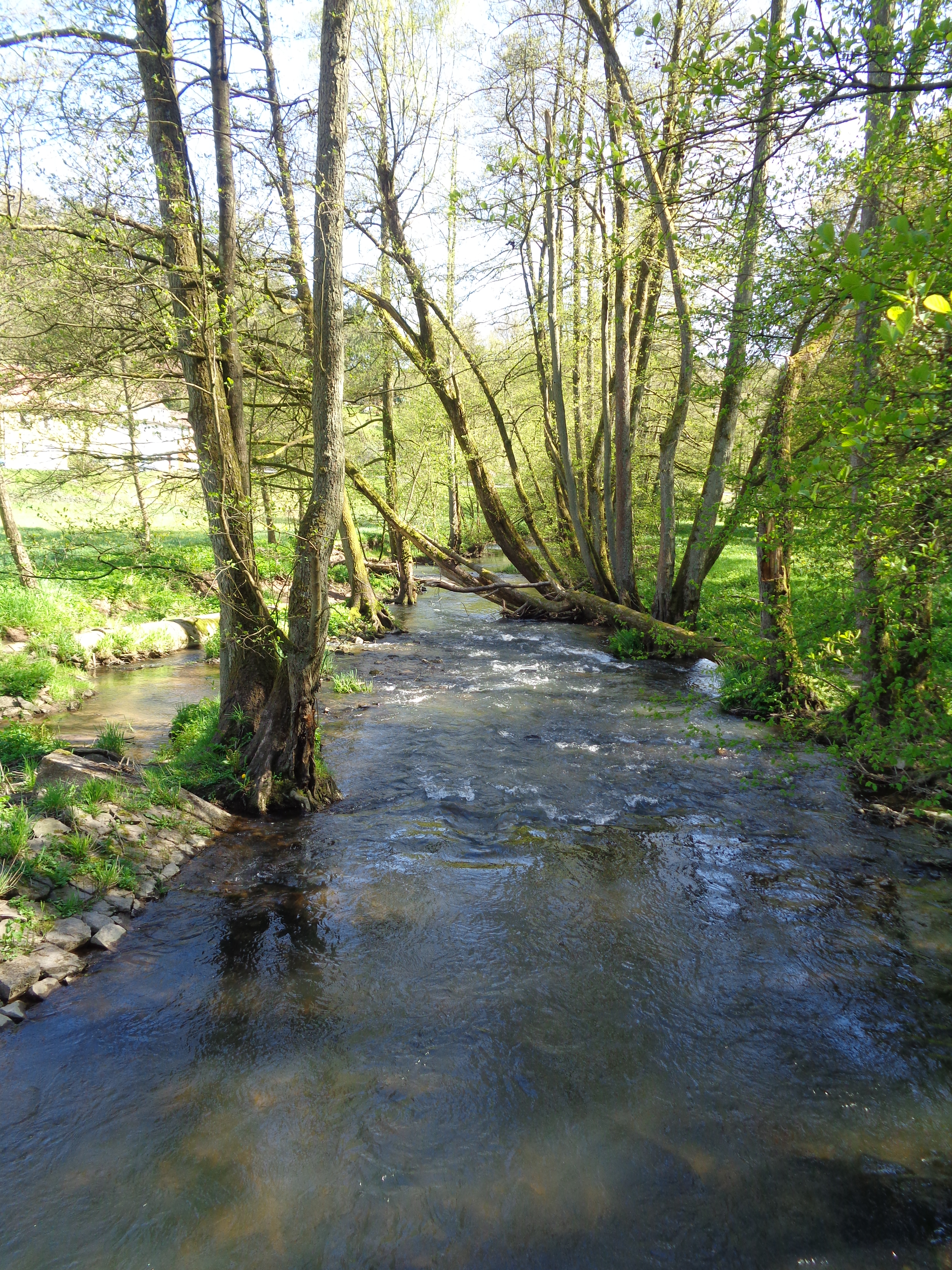
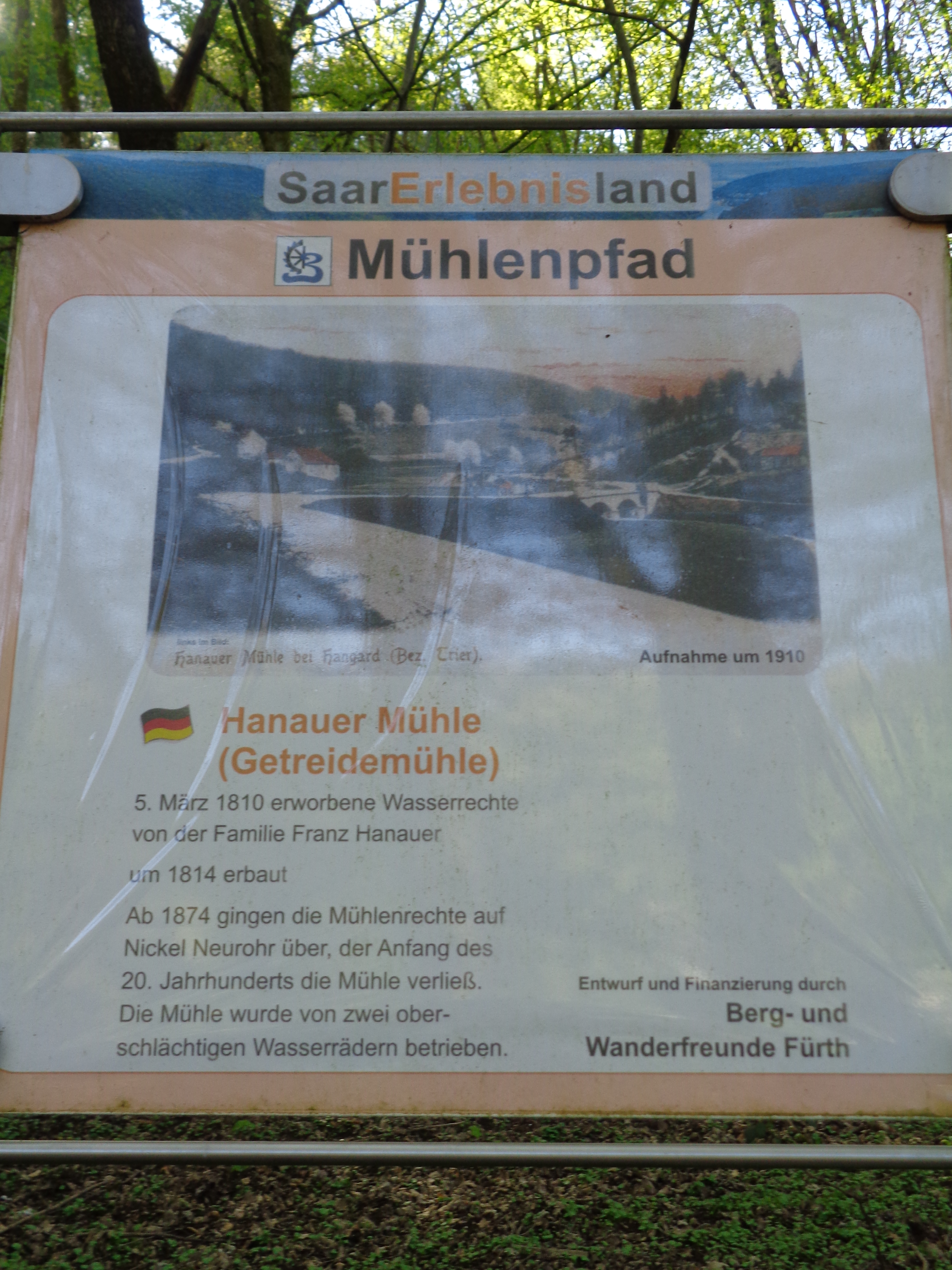
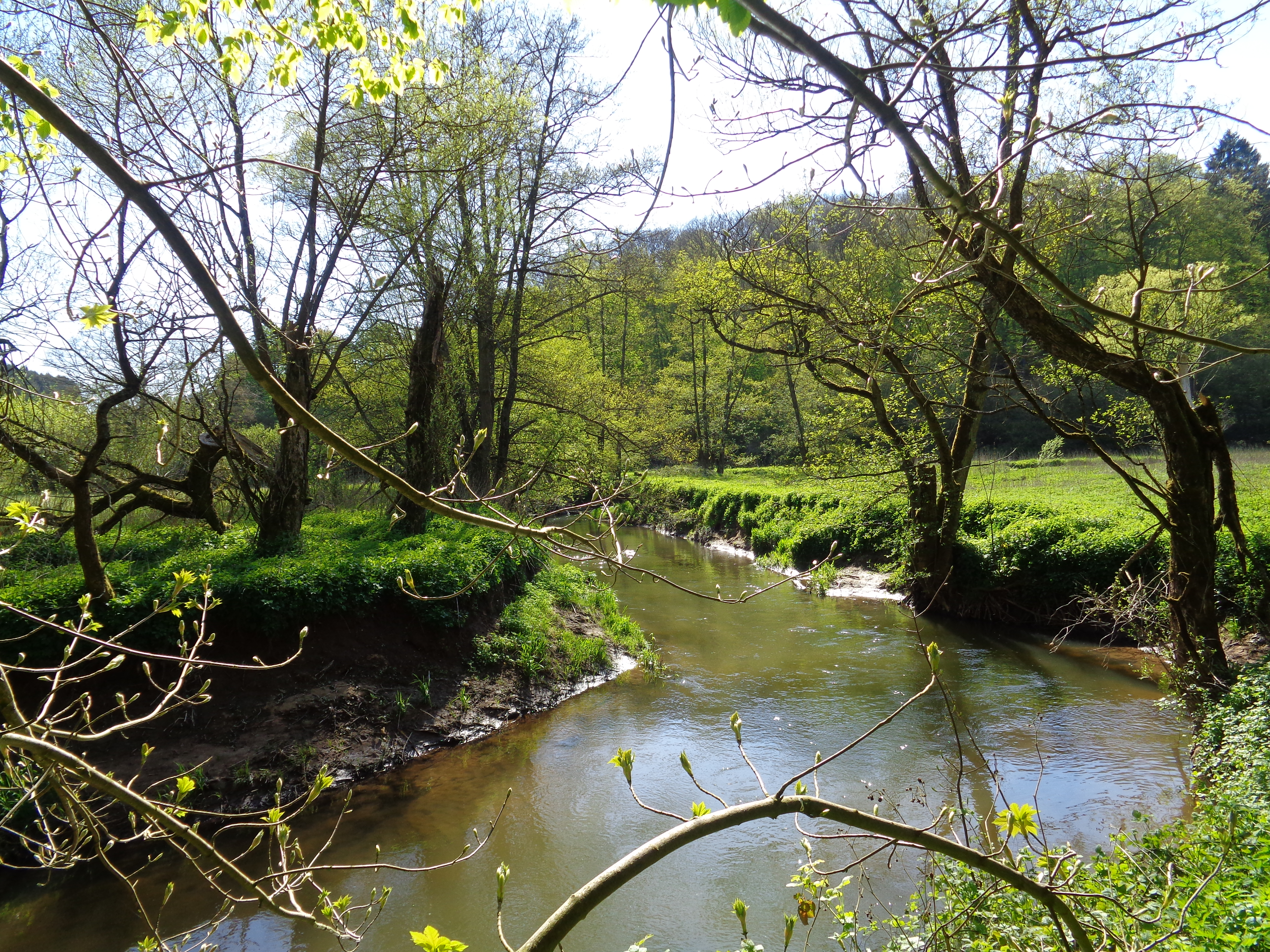
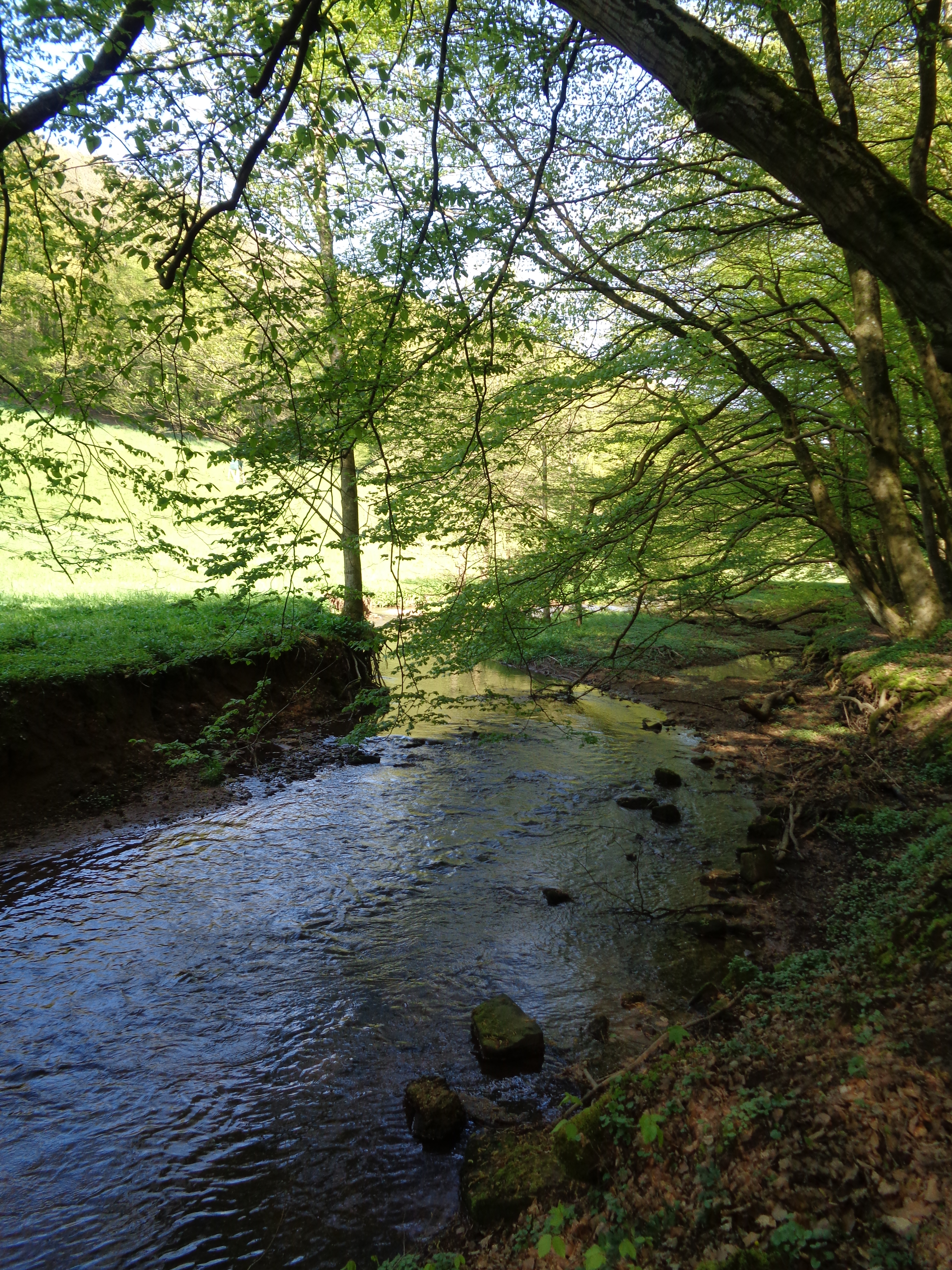
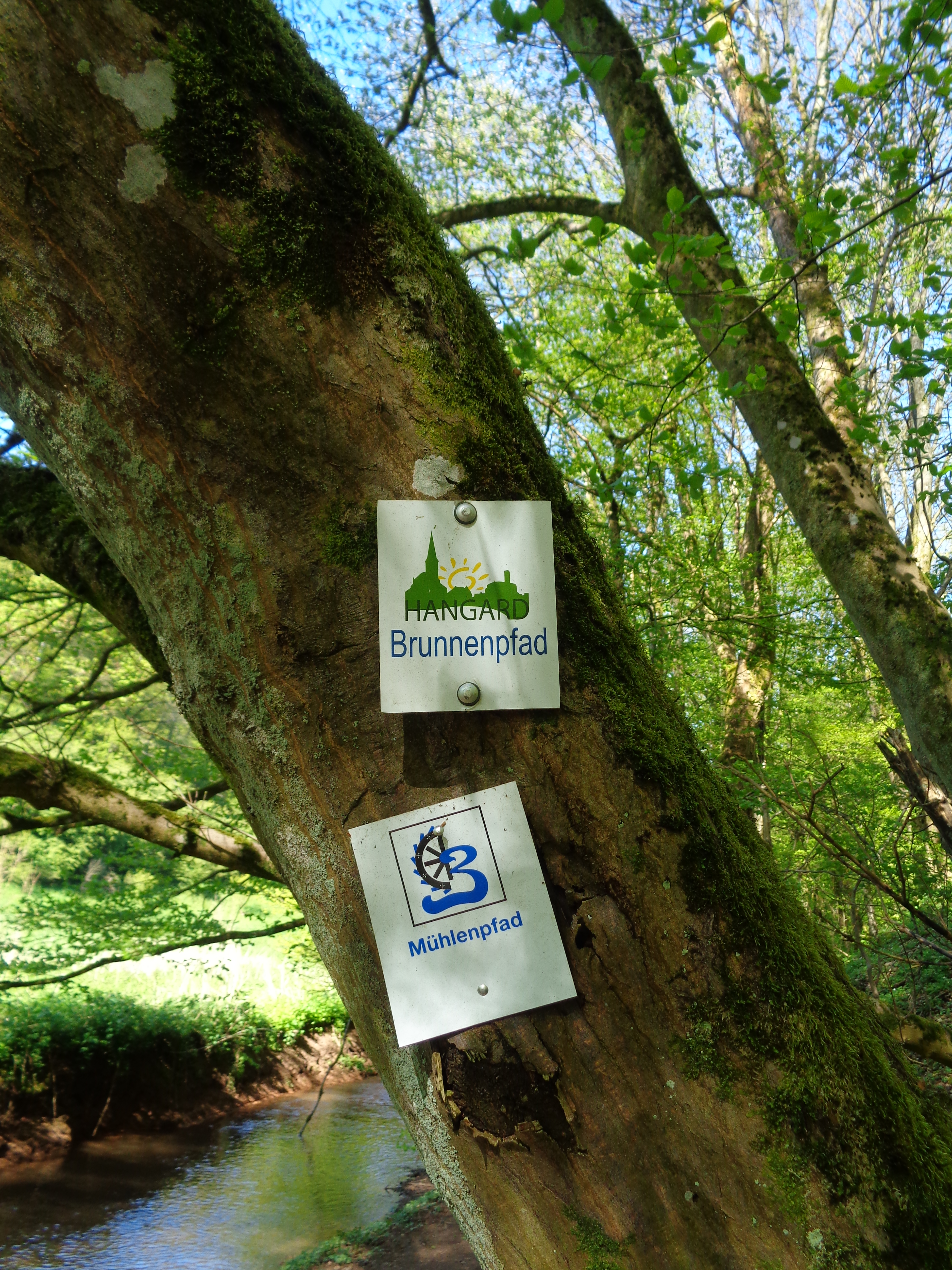
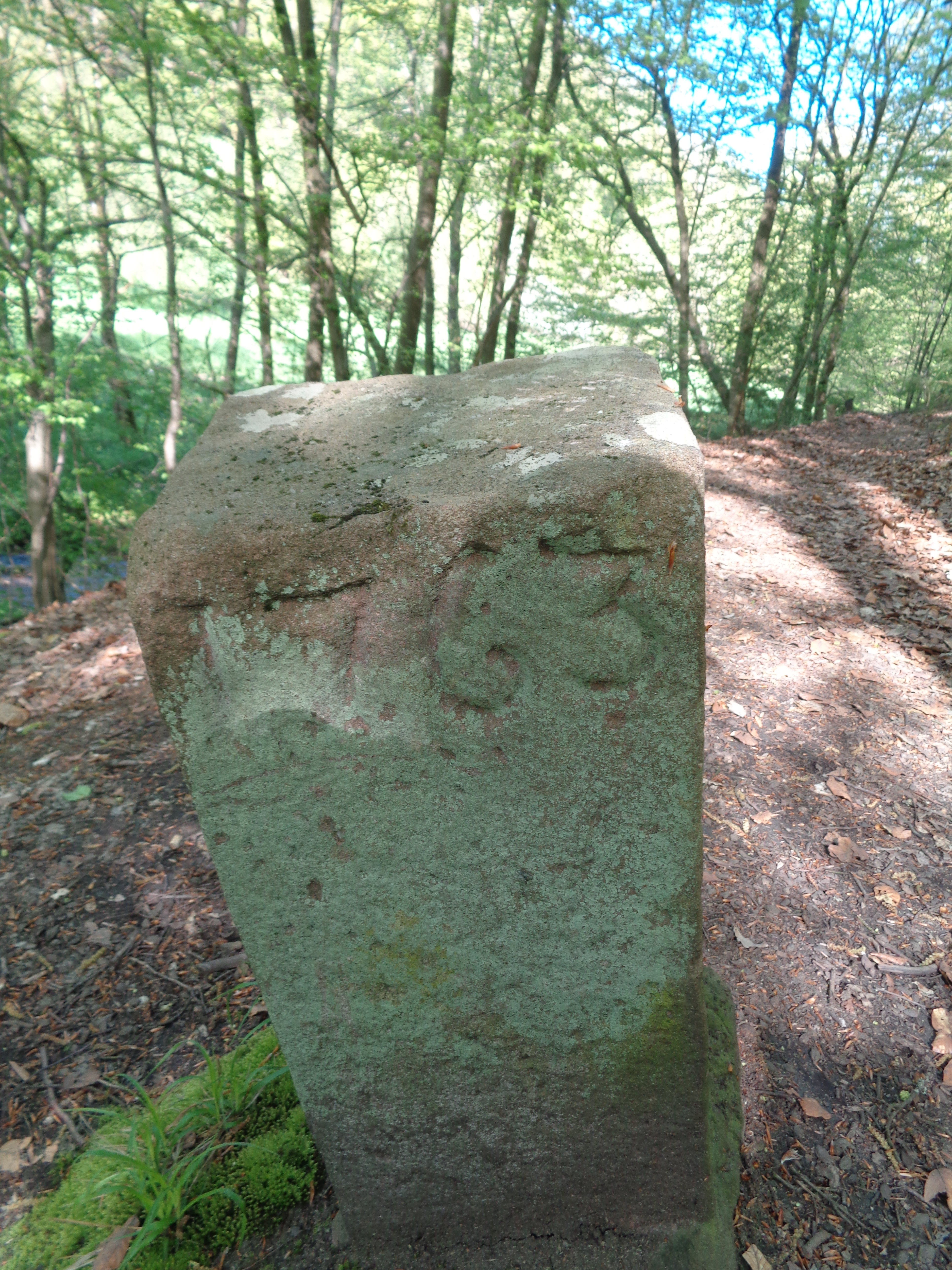
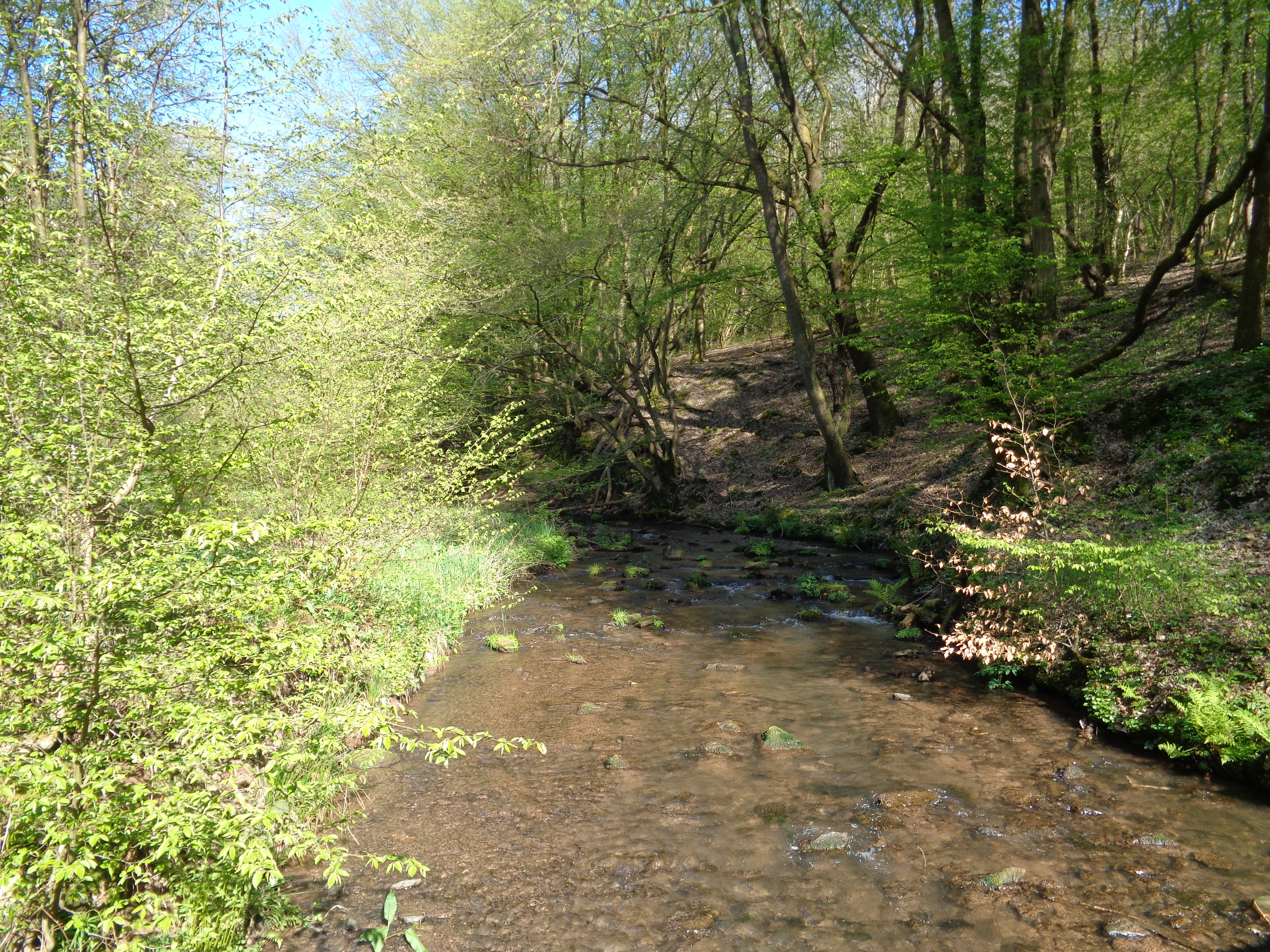
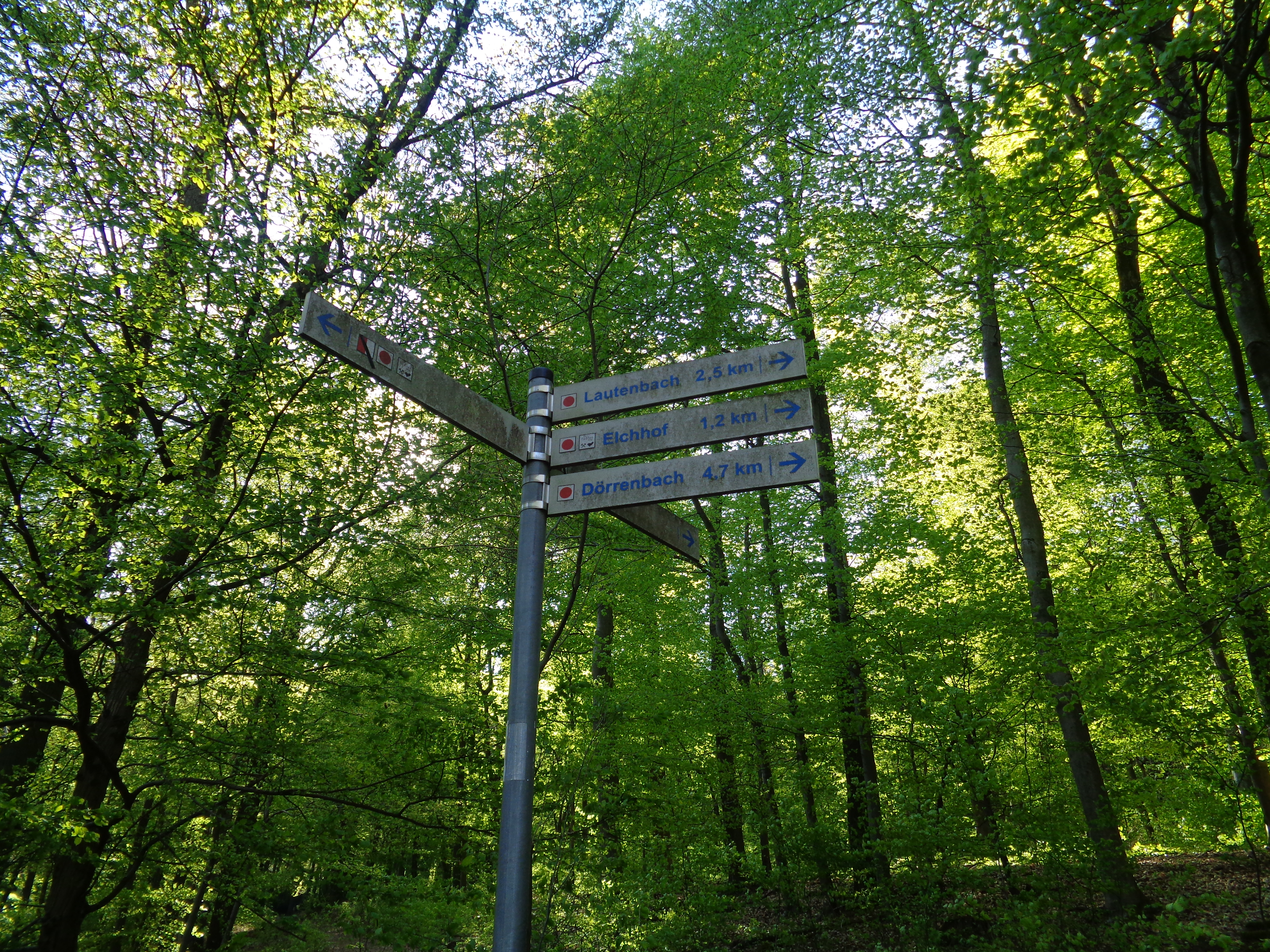
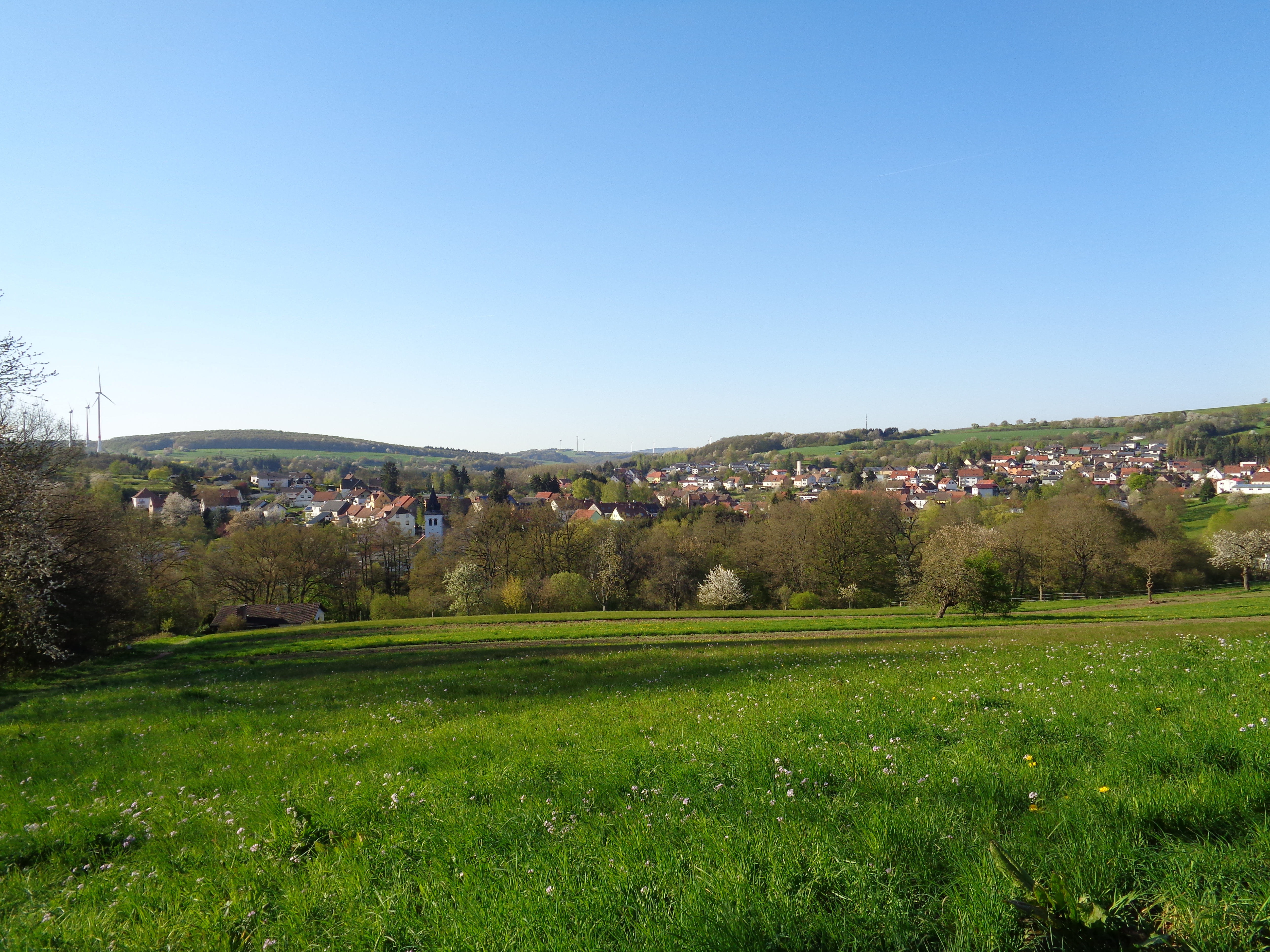

- Werns Mühle
- Römerbrücke in Fürth
- Ostertal
- Tal des Lautenbaches